# Liste der Bodendenkmäler in Creußen
Auf dieser Seite sind die Bodendenkmäler in der oberfränkischen Stadt Creußen zusammengestellt. Diese Tabelle ist eine Teilliste der Liste der Bodendenkmäler in Bayern. Grundlage ist die Bayerische Denkmalliste, die auf Basis des Bayerischen Denkmalschutzgesetzes vom 1. Oktober 1973 erstmals erstellt wurde und seither durch das Bayerische Landesamt für Denkmalpflege geführt wird. Die folgenden Angaben ersetzen nicht die rechtsverbindliche Auskunft der Denkmalschutzbehörde.

## Bodendenkmäler in Creußen
| Lage                           | Objekt | Akten-Nr.     | Bild |
| ------------------------------ | --- | ------------- | ---- |
| Neuhof Creußen (Standort)      | Vorgeschichtliche Grabhügelgruppe. | D-4-6135-0012 |      |
| Boden Creußen (Standort)       | Grabhügel vorgeschichtlicher Zeitstellung. | D-4-6135-0017 |      |
| Boden Creußen (Standort)       | Grabhügel vorgeschichtlicher Zeitstellung. | D-4-6135-0018 |      |
| Boden Creußen (Standort)       | Grabhügel vorgeschichtlicher Zeitstellung mit Funden der Bronze- und der späten Hallstattzeit.                                                                 | D-4-6135-0019 |      |
| Boden Creußen (Standort)       | Grabhügel vorgeschichtlicher Zeitstellung. | D-4-6135-0020 |      |
| Creußen (Standort)             | Befunde des Mittelalters und der frühen Neuzeit im Bereich der abgegangenen Burg von Creußen.                                                                  | D-4-6135-0029 |      |
| Creußen (Standort)             | Befunde des späten Mittelalters und der frühen Neuzeit im Bereich der profanierten ehem. Friedhofskapelle und des aufgelassenen Vorstadtfriedhofs von Creußen. | D-4-6135-0031 |      |
| Boden Creußen (Standort)       | Mittelalterlicher Burgstall. | D-4-6135-0033 |      |
| Bühl Creußen (Standort)        | Untertägige Teile des spätmittelalterlichen bis frühneuzeitlichen Schlosses Bühl.                                                                              | D-4-6135-0038 |      |
| Gottsfeld Creußen (Standort)   | Burgstall des Mittelalters und der frühen Neuzeit. | D-4-6135-0044 |      |
| Lindenhardt Creußen (Standort) | Vorgängerbau sowie Befunde des Mittelalters und der frühen Neuzeit im Bereich der Evang.-Luth. Pfarrkirche St. Michael von Lindenhardt.                        | D-4-6135-0048 |      |
| Neuhof Creußen (Standort)      | Mittelalterlicher Burgstall. | D-4-6135-0053 |      |
| Haidhof Creußen (Standort)     | Vorgängerbauten sowie Befunde des Mittelalters und der frühen Neuzeit im Bereich von Schloss Althaidhof.                                                       | D-4-6135-0061 |      |
| Haidhof Creußen (Standort)     | Archäologische Befunde und Funde im Bereich des ehem. Schlossgutes in Kotzmannsreuth.                                                                          | D-4-6135-0062 |      |
| Creußen (Standort)             | Archäologische Befunde im Bereich der Vorburg der hochmittelalterlichen Burganlage in Creußen.                                                                 | D-4-6135-0065 |      |
| Creußen (Standort)             | Befunde des Mittelalters und der Neuzeit im Bereich der Evang.-Luth Stadtpfarrkirche St. Jakobus von Creußen.                                                  | D-4-6135-0066 |      |
| Creußen (Standort)             | Mittelalterliche und frühneuzeitliche Altstadt von Creußen. | D-4-6135-0067 |      |
| Creußen (Standort)             | Siedlungsbefunde und Funde des Mittelalters und der frühen Neuzeit im Bereich der Creußener Vorstadt.                                                          | D-4-6135-0068 |      |
| Creußen (Standort)             | Untertägige Teile der spätmittelalterlichen bis frühneuzeitlichen Stadtbefestigung der Creußener Altstadt.                                                     | D-4-6135-0069 |      |
| Gottsfeld Creußen (Standort)   | Befunde des Mittelalters und der frühen Neuzeit im Bereich des abgegangenen Schlosses am Bühl in Creußen.                                                      | D-4-6135-0071 |      |
| Creußen (Standort)             | Burgstall des Mittelalters. | D-4-6135-0113 |      |
| Boden Creußen (Standort)       | Freilandstation des Mesolithikums. | D-4-6135-0116 |      |
| Prebitz (Standort)             | Frühmittelalterliche Ringwallanlage und Grabhügelfeld vorgeschichtlicher Zeitstellung.                                                                         | D-4-6136-0004 |      |
| Seidwitz Creußen (Standort)    | Vorgängerbauten sowie Befunde des Mittelalters und der frühen Neuzeit im Bereich der Evang.-Luth. Filialkirche von Seidwitz.                                   | D-4-6136-0013 |      |
| Seidwitz Creußen (Standort)    | Mittelalterlicher Burgstall. | D-4-6136-0014 |      |